# Пирис, Хуан Эмилио
Хуа́н Эми́лио Пи́рис, также известный по прозвищу Гитарри́то (исп. Juan Emilio Píriz; род. ок. 1908 года — дата смерти неизвестна) — уругвайский футболист, игравший на позиции нападающего в клубе «Дефенсор» (1928—1945) и в сборной Уругвая.
Двоюродный брат чемпиона мира 1930 года Кондуэло Пириса и Олимпийского чемпиона 1928 года Хуана (Хуансито) Пириса, с которым Хуана Эмилио часто путают. Отец Вилли Пириса, игрока «Дефенсора» 1950-60-х годов.

## Биография
Семья Пирисов происходит из города Дурасно. В 1928 году начал выступать за «Дефенсор», за который уже выступали его двоюродные братья Хуансито Пирис (с которым часто путают Хуана Эмилио) и Кондуэло Пирис, однако в 1928 году оба уже выступали за «Насьональ». Хуан Эмилио выступал исключительно за «Дефенсор» до 1945 года, став лучшим бомбардиром в истории клуба. В чемпионатах Уругвая он провёл 346 игр и забил в них 98 голов, причём во всех турнирах за этот клуб он провёл свыше 500 игр.
C 30 августа 1928 по 12 октября 1938 года Хуан Эмилио Пирис провёл 15 матчей за сборную Уругвая, забив в них 5 голов. Гитаррита в 1935 году стал чемпионом Южной Америки. Он сыграл в двух из трёх матчей на том турнире.
По окончании карьеры футболиста Хуан Эмилио работал в родном «Дефенсоре». В 1948—1951 годы возглавлял клуб в качестве главного тренера. При Хуане Эмилио в «Дефенсоре» начал играть его сын Вилли Пирис, также оставивший заметный след в истории клуба.

## Титулы и достижения
- Чемпион Южной Америки: 1935
- Лучший бомбардир в истории клуба «Дефенсор Спортинг» (98 голов)[5]